# Inurois tenuis
Inurois tenuis là một loài bướm đêm trong họ Geometridae.